# عبد الله الروضان
عبد الله إبراهيم الروضان، لاعب كرة قدم سعودي يلعب حالياً في نادي الصقر معار من نادي الرائد.

## مسيرة اللاعب
بدأ في نادي الرائد وأعير إلى نادي الصقر في عام 2024.